# European Credit Transfer System
Europäisches System zur Übertragung und Akkumulierung von Studienleistungen (nach der englischen Bezeichnung European Credit Transfer and Accumulation System oft ECTS abgekürzt) ist ein Instrument, das der Gliederung des Hochschulstudiums dient und die Gewichtung seiner Bestandteile transparent macht. Dies soll helfen, die Qualität der Hochschulbildung zu sichern und kontinuierlich zu verbessern. Das ECTS kommt im Europäischen Hochschulraum zur Anwendung, dem sowohl die Länder der Europäischen Union als auch zahlreiche Nicht-EU-Länder angehören, zum Beispiel Norwegen, die Schweiz und Israel. ECTS ist ein zentrales Element des sog. Bologna-Prozesses, der darauf abzielt, die nationalen Hochschulbildungssysteme aufeinander abzustimmen, unter anderem durch eine europaweite Strukturierung der Studienverläufe in eine Bachelor-Phase (3–4 Jahre) und eine Master-Phase (weitere 1–2 Jahre), die im deutschen Sprachraum die Magister- und Diplom-Studiengänge (4–5 Jahre) abgelöst hat.
1989 als Pilotprojekt im Rahmen des Erasmus-Programms entstanden, soll das ECTS, das mit dem Bologna-Prozess inzwischen in ganz Europa in fast allen Studiengängen eingeführt wurde, sicherstellen, dass die von Studierenden an Hochschulen des europäischen Hochschulraums erbrachten Leistungen vergleichbar und bei einem Wechsel von einer Hochschule zu einer anderen, auch Landesgrenzen überschreitend, anrechenbar sind. Dies ermöglichen die ECTS-Credits, sog. Leistungspunkte, die den erforderlichen Umfang des Lernens (auf der Grundlage von definierten Lernzielen) und den damit verbundenen Arbeitsaufwand (gemessen in Stunden) quantifizieren.
Auch über die Herstellung der Vergleichbarkeit von Studiengängen und der Förderung der Mobilität der Studierenden (Wechsel der Ausbildungsstätte im In- und Ausland) hinaus soll das ECTS Transparenz schaffen: Studierende können mithilfe von Leistungsübersichten (Transcript of Records) ihre Studienleistung im Bewerbungsprozess detailliert belegen; Arbeitgeber erhalten erstmals genaue Informationen über die im Studium vermittelten Kenntnisse. Die Leistungsübersichten informieren nicht nur über die Studienfächer und die erzielten Abschlussnoten, sondern über jeden Schritt des in Module gegliederten Studiums (Modulübersicht). Zum Beispiel können mit ECTS-Punkten versehene Leistungsnachweise, die die Proportionen bestimmter Themenfelder im gesamten Studienverlauf in Zahlen ausdrücken, eine verkürzte Einarbeitungszeit in jenen Fachgebieten nahelegen, die im Studium mit einer hohen Punktzahl belegt waren und somit einen großen Anteil am Studium bildeten.

## Grundlagen des ECTS
Die nachfolgenden Ausführungen beziehen sich zum einen auf die sogenannten ECTS-Credits, die nach dem für Europa einheitlichen ECTS-Standard vergeben werden und den durchschnittlichen, für den Studienerfolg erforderlichen Workload (Arbeitsaufwand, d. h. Unterricht mit Vor- und Nachbereitung, Selbststudium und Prüfungsvorbereitung) in Zahlen fassen, zum anderen auf die ECTS-Einstufungstabellen, die die Transparenz der Notengebung erhöhen sollten. Die 2004 eingeführten ECTS-Noten werden seit dem ECTS-Leitfaden von 2009 nicht mehr empfohlen.

### ECTS-Punkte (Credits)
Die ECTS-Punkte, in deutschen Hochschulen meist als Leistungspunkte (LP), Kreditpunkte (KP), Credit Points (CP) oder auch als Credits bezeichnet, sind ein Zahlenwert, durch den in der Studienordnung und den Modulhandbüchern der im Studium erforderliche Arbeitsaufwand angegeben wird. Für ein erfolgreich absolviertes Modul vergibt die Hochschule die in der Modulbeschreibung angegebene Punktzahl. Die Studierenden sammeln so Leistungspunkte, bis die geforderte Gesamtpunktzahl ihres Studiengangs erreicht ist; erst danach kann das Studium als erfolgreich abgeschlossen gelten. Dabei entspricht ein ECTS-Leistungspunkt 25 bis 30 Arbeitsstunden. Im Vollzeitstudium wird davon ausgegangen, dass 60 Leistungspunkte pro akademischem Jahr gesammelt werden, was einem Aufwand von 1500 bis 1800 Stunden entspricht. Bachelor- und Masterstudium umfassen in Deutschland mit zusammen 300 ECTS-Punkten somit bis zu 9000 Stunden. Im Vollzeitstudium bedeutet dies jährlich circa 45 bis 46 Wochen à 35 bis 40 Lernstunden. Rechnerisch ergeben sich sechs bis sieben studienfreie Wochen jährlich. In diesen Zahlen nicht berücksichtigt wird der Verwaltungs- und Organisationsaufwand des Studiums (Immatrikulation zu Studienbeginn, Rückmeldung zu jedem Semester, Online-Belegung der Lehrveranstaltungen, Online-Anmeldung zu den Prüfungen).
Bis zur Einführung des ECTS enthielten Studienordnungen nur Angaben über den Umfang des zu besuchenden Unterrichts (in Semesterwochenstunden). Nicht explizit angegeben wurde, wie viel Vor- und Nachbereitungszeit mit einer Lehrveranstaltung verbunden war, auch wenn in einem Magister- oder Diplomstudiengang von einem ähnlichen Lernaufwand auszugehen war. Dieser wurde erst durch die Einführung des Leistungspunktesystems in einen ablesbaren Wert gefasst. Danach beträgt der zu leistende Aufwand für ein Seminar, das mit zwei Leistungspunkten versehen ist, insgesamt bis zu 60 Stunden, während ein Seminar, das beispielsweise mit sechs Punkten versehen ist, den dreifachen Aufwand erfordert, also bis zu 180 Stunden. 
Mit dem ECTS-Verfahren soll auch, zum Beispiel beim Wechsel des Studienorts (im Inland ebenso wie im Ausland), die Anerkennung bereits erbrachter Studienleistungen am neuen Studienort erleichtert werden.
Die ECTS-Punkte können auch bei der Berechnung der Durchschnittsnote aller absolvierten Prüfungen herangezogen werden, d. h. bei der Berechnung der Bachelor- oder Master-Endnote eines Studierenden. Ein an vielen Hochschulen gängiges Modell sieht vor, dass die in einem Modul erreichte Note mit den ECTS-Punkten des Moduls multipliziert wird, sodass bei der Berechnung der Durchschnitts- oder Endnote beispielsweise die Note 2,0 aus einem mit zwölf Punkten versehenen Modul mehr Gewicht hat als die gleiche Note aus einem mit fünf Punkten versehenen Modul. Je nach Prüfungsordnung und Hochschule kann der Anteil eines Moduls an der Durchschnitts- oder Endnote auch ECTS-unabhängig vorgenommen werden, indem einzelne Modulnoten einfach, andere hingegen doppelt oder mehrfach gewichtet werden. Oft wird in diesem Zusammenhang Basismodulen der Eingangsphase des Bachelorstudiums ein geringeres Gewicht beigemessen als den Aufbau- oder Spezialisierungsmodulen des 2./3. Studienjahrs.

### ECTS-Notenverteilungsskala (grade distribution tables)
Um die europäischen Notensysteme transparenter zu gestalten, sollen gemäß aktuellem ECTS-Leitfaden Notenverteilungsskalen Auskunft über den Prozentsatz der Studierenden geben, die eine bestimmte Note erhalten haben. Die Tabellen können auf den Leistungsübersichten (Transcript of Records), die dem Abschlusszeugnis beigefügt werden, abgedruckt sein.
Folgende Verfahrensschritte zur Erstellung dieser statistischen Verteilungsskalen müssen von den Hochschulen vollzogen werden: 1. Bestimmung einer Referenzgruppen (die Studierenden z. B. der gesamten Hochschule, des Fachbereichs oder Studiengangs), 2. Sammeln der Noten über einen Zeitraum, 3. Berechnung der Notenverteilung in Prozentsätze, 4. Einfügen der Notenverteilungsskalen in die entsprechenden Dokumente.
Auf Basis der Notenverteilungsskalen soll, zum Beispiel beim Hochschulwechsel, eine „faire“ Notenumrechnung ermöglicht werden, da die eigenen Prozentsätze mit denen anderer Hochschulen oder Institutionen verglichen werden können. Bislang erstellen bzw. verwenden jedoch nur wenige Hochschulen solche ECTS-Notenverteilungsskalen.

### ECTS-Note (ECTS-Grad)
Bis 2009 empfahl die EU-Kommission die Umrechnung nationaler Noten in relative ECTS-Noten; der Gebrauch von ECTS-Noten wird seitdem nicht mehr unterstützt. Diese unterscheiden sich von traditionellen Schulnoten grundsätzlich dadurch, dass sie eine Reihung der an einer Prüfung erfolgreich teilnehmenden Studierenden (der Beste, der Zweitbeste, der Drittbeste usf.) statt der Beurteilung der absoluten Qualität der Leistung des Einzelnen vornehmen. Voraussetzung für die Anwendung des ECTS-Bewertungssystems sind ausreichende statistische Daten über die Leistung der Studierenden; die Benotung des Einzelnen findet stets im Vergleich zu seinen Kommilitonen statt.
So ist dabei vorzugehen: Zuerst werden die geprüften Studenten in zwei Gruppen unterteilt, eine Gruppe, die bestanden hat, und eine, die nicht bestanden hat. Dies geschieht aufgrund einer vorher festgelegten Mindestpunktzahl. Falls einem Studenten nur eine geringe Punktzahl zum Bestehen gefehlt hat, wird statt der Note F (nicht bestanden) die Note FX vergeben. Die Gruppe, die bestanden hat, wird aufgrund ihrer Punktzahl geordnet und verschiedenen Notengruppen zugewiesen, wobei A, die Bestnote, die besten 10 Prozent der Studierenden erhalten. Die nächstbesten 25 Prozent erhalten die Note B usf.
| Note | Bestanden (%) |
| ---- | ------------- |
| A    | 10            |
| B    | 25            |
| C    | 30            |
| D    | 25            |
| E    | 10            |

Ein Vorteil der ECTS-Noten kann sein, dass sie das Problem der „Noteninflation“ vermeiden, da Qualitätsstufen innerhalb einer Gruppe von Absolventen mathematisch qua Prozentsatz bestimmt werden und nicht mehr durch eine auf Erfahrung und zuweilen als subjektiv oder ungerecht empfundenen Entscheidung des Prüfers, wo zum Beispiel die Grenze zwischen gut und befriedigend oder zwischen befriedigend und ausreichend zu sehen ist.
Ein Nachteil ist die Nichtvergleichbarkeit von Prüfungsleistungen von Studierendenkohorten, die an verschiedenen Orten oder zu verschiedenen Zeiten geprüft wurden. Objektiv gute Leistungen können bei starker Konkurrenz abgewertet, objektiv schlechte bei schwacher Konkurrenz aufgewertet werden. Wenn ein hoher Anteil erbrachter Prüfungsleistungen, beispielsweise 25 Prozent, im Kohortenvergleich sehr gut ist, fallen nichtsdestoweniger 15 Prozent der erbrachten Prüfungsergebnisse in die zweitbeste Kategorie (Note B). Wenn in einer anderen Studierendenkohorte in einer gleichartigen Prüfung nur sehr wenige Prüflinge, beispielsweise 5 Prozent, eine im Kohortenvergleich sehr gute Leistung erbringen, fällt nichtsdestoweniger ein Teil der nur guten Prüfungsergebnisse in die beste Kategorie A. Ein weiterer Nachteil ist, dass die relative Benotung des ECTS-Notensystems nur bei großen Gruppen möglich ist; auf Individualprüfungen und kleine oder Kleinstgruppen ist sie nicht anwendbar.

## Umrechnungssysteme für außerhalb des ECTS-Raumes erworbene Noten

### Nordamerika
In Kanada und den USA gibt es keine gesetzlich durchgängig geregelten Bewertungssysteme, die die Vergleich- und Anrechenbarkeit von erworbenen credits sicherstellen. Diesbezüglich sind die Hochschulen autonom. Die Bedeutung der Studienleistung steht in Zusammenhang mit Hochschulrankings, beispielsweise dem auch international beachteten QS World University Ranking, das Auskunft über die Leistungen von Hochschulen, deren Studiengängen und, davon abgeleitet, über die Fähigkeiten der dortigen Absolventen zu geben sucht. Das System soll Hochschulen ermöglichen, Vergleichbarkeit und damit Anrechenbarkeit herzustellen. Es wird auch von Arbeitgebern genutzt, um den Hochschulabschluss eines Bewerbers und damit dessen Leistungsfähigkeit einzuschätzen.
Darüber hinaus besteht ein weitgehend einheitliches Kurssystem mit Nummerkreisen (course-codes), an denen der Schwierigkeitsgrad und damit auch der Arbeitsaufwand pro credit bemessen werden kann. Z. B. gibt es 1000er bis 3000er Nummern für Bachelorkurse, 4000er bis 6000er für Masterkurse und 7000er und 8000er für PhD-Kurse. Welches Niveau in einem Studiengang gefordert ist, wird von der Hochschule autonom festgelegt. Beispielsweise gibt es Bachelorstudiengänge, die ausschließlich Kurse auf 1000er bis 3000er Niveau verlangen, und solche, bei denen viele Kurse auf 4000er-Master-Niveau belegt werden müssen. Ebenso gibt es Masterstudiengänge, die ausschließlich auf 4000er und 5000er Niveau angeboten werden, und andere, die Kurse und eine Very-high-research-quality-Thesis auf 7000er-, das heißt auf PhD-Niveau verlangen. Europäische Hochschulen vergeben daher bei der Anerkennung von in Nordamerika erbrachten Leistungen pro kanadischem oder US-amerikanischem credit unterschiedlich viele ECTS-Leistungspunkte auf Basis der course-codes.
Das Notensystem kann zwischen den kanadischen Provinzen bzw. den US-amerikanischen Bundesstaaten (geringfügig) variieren.